# Maurice Langaskens
Maurice Langaskens est un artiste-peintre et graveur belge né à Gand en 1884 et décédé à Schaerbeek en 1946. Il a notamment illustré des ouvrages comme L'empreinte du Dieu de Maxence Van der Meersch.

## Biographie
Avec d'autres graveurs comme Pierre Paulus, Kurt Peiser, Émile-Henri Tielemans, Armand Rassenfosse ou Louis Titz, il fut membre du comité de la gravure originale belge qui fut actif entre 1924 et 1939.

## Œuvres
- Les Héros, eau-forte (1910)
- L'Aube, eau-forte
- Les Inténèbres, eau-forte coul.
- Le Moulin dans la plaine, eau-forte coul.
- Au Seuil du camp, Album de captivité, illustrations (1919)
- Le Terrassier, eau-forte
- Le Géographe, eau-forte coul.
- Ex-Libris pour Henri Renkin (c1920)
- L'Appel du clocher, eau-forte coul. (c1920)
- Le Jardinier, lithographie
- Le Phare, lithographie (1924)
- Le Cerisier, lithographie (1924)
- Grand' Mère, lithographie (1925)
- La Vigne, lithographie (1926)
- Le Prie-Dieu, lithographie (1926)
- La Légende d'Ulenspiegel et de Lamme Goezak par Charles de Coster, illustrations (1928)
- Le Berger, lithographie (1929)
- L'Entomologiste, lithographie (1934)
- Terres latines, gravure sur bois (1935)
- Le Tireur à l'arc, lithographie (1937)
- L'Empreinte du Dieu par Maxence Van der  Meersch, gravures sur bois (1943)
- Pêcheurs d'hommes par Maxence Van der  Meersch, illustrations (1943)
- Axelle, par Pierre Benoit, gravures sur bois (1943)